# Кияновская, Марианна Ярославовна
Мариа́нна Яросла́вовна Кияно́вская (укр. Маріанна Ярославівна Кіяновська; род. 17 ноября 1973, Нестеров (ныне Жолква), Львовская область, УССР) — украинская поэтесса, переводчица, критик и литературовед. Лауреат Национальной премии Украины имени Тараса Шевченко (2020) и Международной литературной премии имени Збигнева Херберта (2022).

## Биография
Дед поэтессы был доцентом Львовского университета. В 1997 году окончила отделение украинской филологии в этом университете. В студенческие годы принадлежала к женской литературной группе «ММЮННА ТУГА» (Марьяна Савка, Марианна Кияновская, Юлия Мищенко, Наталка Сняданко).
Дебютировала со стихами в шестилетнем возрасте. Первую книгу стихов «Инкарнация» (укр. Інкарнація) выпустила в 1997 году, за нею последовал ряд других. В 2008 году опубликовала первую книгу прозы «Тропа вдоль реки» (укр. Стежка вздовж ріки) — сборник из шести новелл, в которых критика выделяла прустовскую неспешность повествования.
Переводит поэзию с польского, русского, латышского и других языков, отдельными изданиями вышли в переводах Кияновской Юлиан Тувим (2012) и Болеслав Лесьмян (2019). В 2004—2006 годах вела рубрику «Новая польская литература» в журнале «Курьер Кривбасса». В переводе Кияновской опубликованы также романы Владимира Рафеенко «Долгота дня» (2017) и Шарлотты Бронте «Джейн Эйр» (2018).
В 2012 году выступила с инициативой учреждения литературной премии «Большой ёж» (укр. Великий їжак) за лучшее произведение украинской литературы для детей.
Живёт и работает во Львове. Замужем, муж — переводчик, супруги воспитывают дочь.

## Творчество
Уже в 2000 году Юрий Издрык называл Кияновскую «одной из самых перспективных поэтесс современной украинской литературы», поскольку она «владеет искусством мастерски вводить спонтанный, образно насыщенный речевой поток в конструктивистское русло избранных поэтических матриц».
Наибольшее признание получил выпущенный Кияновской в 2017 году сборник «Бабий Яр. Голосами» (укр. Бабин Яр. Голосами), посвящённый жертвам Холокоста, погибшим в Киеве в Бабьем Яру: за эту книгу ей были присуждены Национальная премия Украины имени Тараса Шевченко (2020) и Международная литературная премия имени Збигнева Херберта (2022), а также польская премия Европейский поэт свободы (2022). Выступая от лица жюри второй из них, польский поэт Томаш Ружицкий отмечал:
Это жалоба и обвинение в преступлениях многолетней давности, но и тех, которые совершаются сегодня, зачастую перед нашими глазами. Кияновская не скрывала, что на написание этой книги, посвящённой одному из величайших преступлений Холокоста, её вдохновили собственный опыт и истории жертв конфликта на украинском Донбассе, а продолжающаяся война с Россией придала им снова ужасающую актуальность и подлинность. Словно в голосах из Бабьего Яра мы слышали крик убитых в Ирпене, Буче или Мариуполе. <…> Это поэзия настолько простая и ясная, что заряд эмоций дойдет до каждого, чтобы каждый читатель ясно понял и прочувствовал ее послание, и настолько искусная, что этот голос, зовущий из тьмы, может быть хоралом, песнью в великом поминальном обряде.
На русский язык стихи Кияновской переводили Полина Барскова, Мария Галина, Анастасия Афанасьева, Наталья Бельченко, на польском языке сборник «Бабий Яр. Голосами» вышел в переводе Адама Поморского. Стихотворения Кияновской публиковались также в переводах на английский, немецкий, шведский, сербский и другие языки.

## Книги
- «Инкарнация» (укр. Інкарнація; 1997)
- «Венки сонетов» (укр. Вінки сонетів; 1999)
- «Мифотворение» (укр. Мифотворення; 2000)
- «Любовь и война» (укр. Кохання і війна; в соавторстве с Марьяной Савкой; 2002)
- «Книга Адама» (укр. Книга Адама; 2004)
- «Обычный язык» (укр. Звичайна мова; 2005)
- «Тропа вдоль реки» (укр. Стежка вздовж ріки; 2008) — проза
- «Нечто обыденное» (укр. Дещо щоденне; 2008)
- «ДО ЕР» (2014)
- «373» (2014)
- «Письма из Литвы / Письма из Львова» (укр. Листи з Литви / Листи зі Львова; в соавторстве с Марьяной Савкой; 2016)
- «Бабий Яр. Голосами» (укр. Бабин Яр. Голосами; 2017)